# Список земноводных и пресмыкающихся, занесённых в Красную книгу Тюменской области
В списке указаны все земноводные и пресмыкающиеся, занесённые в Красную книгу Тюменской области издания 2004 года. Колонки таблицы КкТО, КкРФ, КкСCCP и МСОП означают, соответственно, статус указанного вида в Красной книге Тюменской области, Красной книге России, Красной книге СССР и в Красном списке МСОП. В случае, если в той или иной Красной книге какой-либо из описываемых видов отсутствует, то есть не отнесён ни к одной из указанных категорий, то соответствующая ячейка списка оставлена незаполненной. Все виды поделены на 6 категорий в Красной книге Тюменской области, на 6 категорий в Красной книге России и Красной книге СССР и на 9 в списке МСОП. Категории имеют следующие обозначения:
| Красная книга Тюменской области: 0 — вероятно исчезнувшие виды I — находящиеся под угрозой исчезновения II — с сокращающейся численностью III — редкие или узколокальные IV — виды с неопределённым статусом (редкие малоизученные) V — восстанавливаемые или восстанавливающиеся | Красная книга России и Красная книга СССР: 0 — вероятно исчезнувшие 1 — находящиеся под угрозой исчезновения 2 — сокращающиеся в численности 3 — редкие 4 — неопределённые по статусу 5 — восстанавливаемые и восстанавливающиеся | Красный список МСОП: EX — Исчезнувшие EW — Исчезнувшие в дикой природе CR — Находящиеся в критическом состоянии EN — Находящиеся в опасном состоянии VU — Уязвимые NT — Находящиеся в состоянии близком к угрожаемому LC — Вызывающие наименьшие опасения DD — Недостаток данных NE — Неоценённые |

Всего в список пресмыкающихся Красной книги Тюменской области включено 7 видов, из них 5 видов помещены на основные страницы, а 2 вида указаны в приложении, в списке редких и уязвимых видов. При этом на основных страницах указано 2 представителя отряда бесхвостых класса земноводных и 3 представителя отряда чешуйчатых класса пресмыкающихся. К категории исчезающих видов (I) не относится ни один вид.
По принятому постановлению Администрации Тюменской области от 09.03.2005 № 33-ПК «О порядке ведения Красной книги Тюменской области», Красная книга должна переиздаваться с актуализированными данными не реже, чем каждые 15 лет.
В нижеприведённых списках порядок расположения таксонов соответствует таковому в Красной книге Тюменской области.
В конце последней колонки приведена ссылка на персональную страницу таксона на сайте Международного союза охраны природы (МСОП).

## Основной список
| № | Латинское название                   | Русское название и описание | Изображение | КкТО | КкРФ | КкСCCP | МСОП |
| - | ------------------------------------ | --- | ----------- | ---- | ---- | ------ | ---- |
| 1 | Anguis fragilis Linnaeus, 1758       | Ломкая веретеница — вид веретеницевых отряда чешуйчатых. Безногая ящерица длиной 50—60 см, из которых до половины приходится на хвост. Распространена в Европе и по всей Западной Азии. В Тюменской области ареал охватывает юго-западные районы. Точная численность в области неизвестна, на 1 км маршрута может встретиться 10—12 особей. Лимитирующими факторами являются уничтожение человеком и ликвидация мест обитания.                                                                           |             | III  |      |        |      |
| 2 | Natrix natrix (Linnaeus, 1758)       | Обыкновенный уж — вид ужеобразных отряда чешуйчатых. Неядовитая змея длиной до 120 см, обычно 85—90 см, с двумя характерными жёлтыми (иногда белыми и оранжевыми) пятнами на голове. Встречается практически на всей территории Европы, в Северной Африке и умеренных районах Азии. В Тюменской области ареал охватывает южные районы примерно до широты устья Иртыша. Численность неизвестна, на 1 км пути может встретиться 4—5 особей. Главный лимитирующий фактор — истребление человеком.           |             | III  |      |        | LC   |
| 3 | Coronella austriaca (Laurenti, 1768) | Обыкновенная медянка — вид ужеобразных отряда чешуйчатых. Не опасный для человека вид длиной 70—80 см. Встречается на большей части Европы, в Малой Азии, Закавказье и Иране, на востоке доходит до Западной Сибири и Западного Казахстана. В Тюменской области встречается единично, сокращение численности обусловлено изменением мест обитания и уничтожение человеком. |             | II   |      |        |      |
| 4 | Rana temporaria Linnaeus, 1758       | Травяная лягушка — вид настоящих лягушек отряда бесхвостых. Лягушка средних размеров с длиной тела 6—10 см. Встречается от Испании до Урала и от Скандинавии до южной границы лесной зоны. В Тюменской области отмечена в Приполярном Урале, верховьях рек Манья, Сыня, Топья и ряде мест в долинах Тобола и Туры. Численность достигает 150 особей на 1 га, сокращение обусловлено изменением мест обитания и зимовки.                                                                                  |             | II   |      |        | LC   |
| 5 | Pelobates fuscus (Laurenti, 1768)    | Обыкновенная чесночница — вид чесночницеобразных отряда бесхвостых. Лягушка с длиной тела 6—8 см, массой 6—20 г. Встречается от восточных районов Франции до Западной Сибири и Казахстана. В Тюменской области проходит северо-восточная граница ареала и все находки относятся к левобережью реки Тобол. Численность вида в период размножения составляет до 40—50 особей на 100 м², сокращение численности вызывается загрязнением и пересыханием водоёмов, а также изменением наземных мест обитания. |             | III  |      |        | LC   |

## Список редких и уязвимых видов, нуждающихся на территории Тюменской области в постоянном контроле и дополнительном изучении
| № | Латинское название                        | Русское название и описание | Изображение | КкТО | КкРФ | КкСCCP | МСОП |
| - | ----------------------------------------- | --- | ----------- | ---- | ---- | ------ | ---- |
| 1 | Salamandrella keyserlingii Dybowski, 1870 | Сибирский углозуб — вид углозубых отряда хвостатых. Длина тела 66—72 мм. Ареал данного вида — самый обширный (около 12 млн км²), а также самый северный (72° с. ш.) среди современных земноводных и охватывает умеренные и холодные районы Евразии. На территории Тюменской области встречается повсеместно. |             | IV   |      |        | LC   |
| 2 | Lissotriton vulgaris (Linnaeus, 1758)     | Обыкновенный тритон — вид настоящих саламандр отряда хвостатых. Самый мелкий тритон на территории России, длина с хвостом составляет 89 мм. Встречается от Британских островов и Франции до Турции и Красноярского края. На территории Тюменской области встречается повсеместно.                            |             | IV   |      |        | LC   |